# マーズスーツ

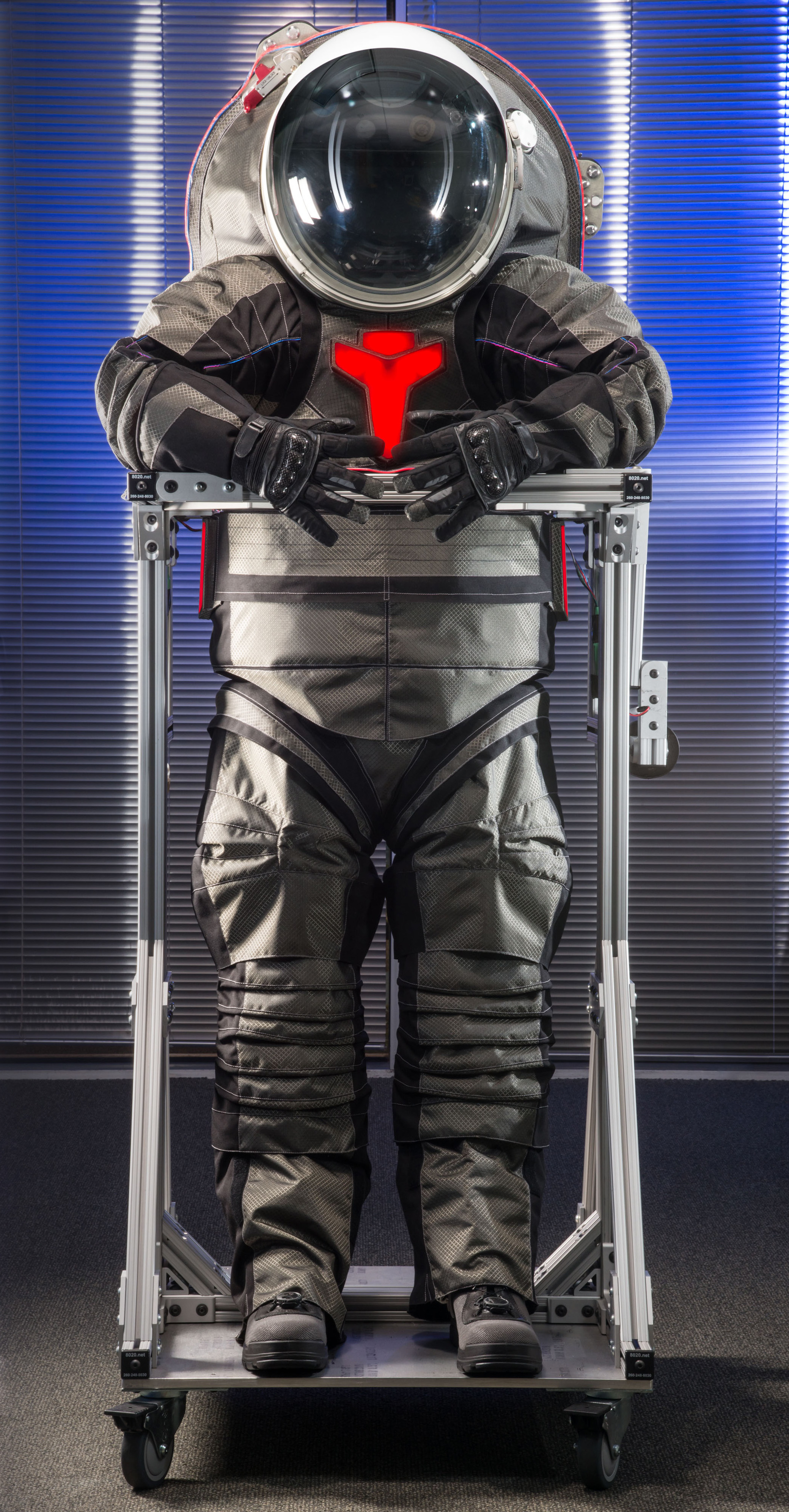
NASAZ-2宇宙服のプロトタイプ。火星のEVAスーツの開発をサポートする技術が含まれている。

マーズスーツ（英語: Mars suit）またはマーズスペーススーツ（英語: Mars space suit）は、火星のEVA用の宇宙服。低軌道のほぼ真空での宇宙歩行用に設計されたスーツと比較して、火星のスーツは実際の歩行と耐摩耗性の必要性に重点を置いている。火星の表面重力は地球の37.8％であり、月の約2.3倍であるため、重量は重要な懸念事項であるが、オープンスペースと比較して熱需要は少ない。火星表面では、スーツにはおよそ0.6～1キロパスカル（0.087～0.145psi）の圧力がある火星の大気と競合する。火星の圧力は約0.6 - 1キロパスカル (0.087 - 0.145 psi) 。表面には、放射線被曝、特に太陽フレアの発生が懸念され、短期間に放射線量が劇的に増加する可能性がある。
火星表面での活動の問題は、空気の大部分が二酸化炭素であるため、人間に十分な酸素があることが含まれる。さらに、空気は海面での地球の大気よりもはるかに低い圧力になる。その他の問題には、火星の塵、低温、および放射線が含まれる。

## 概要

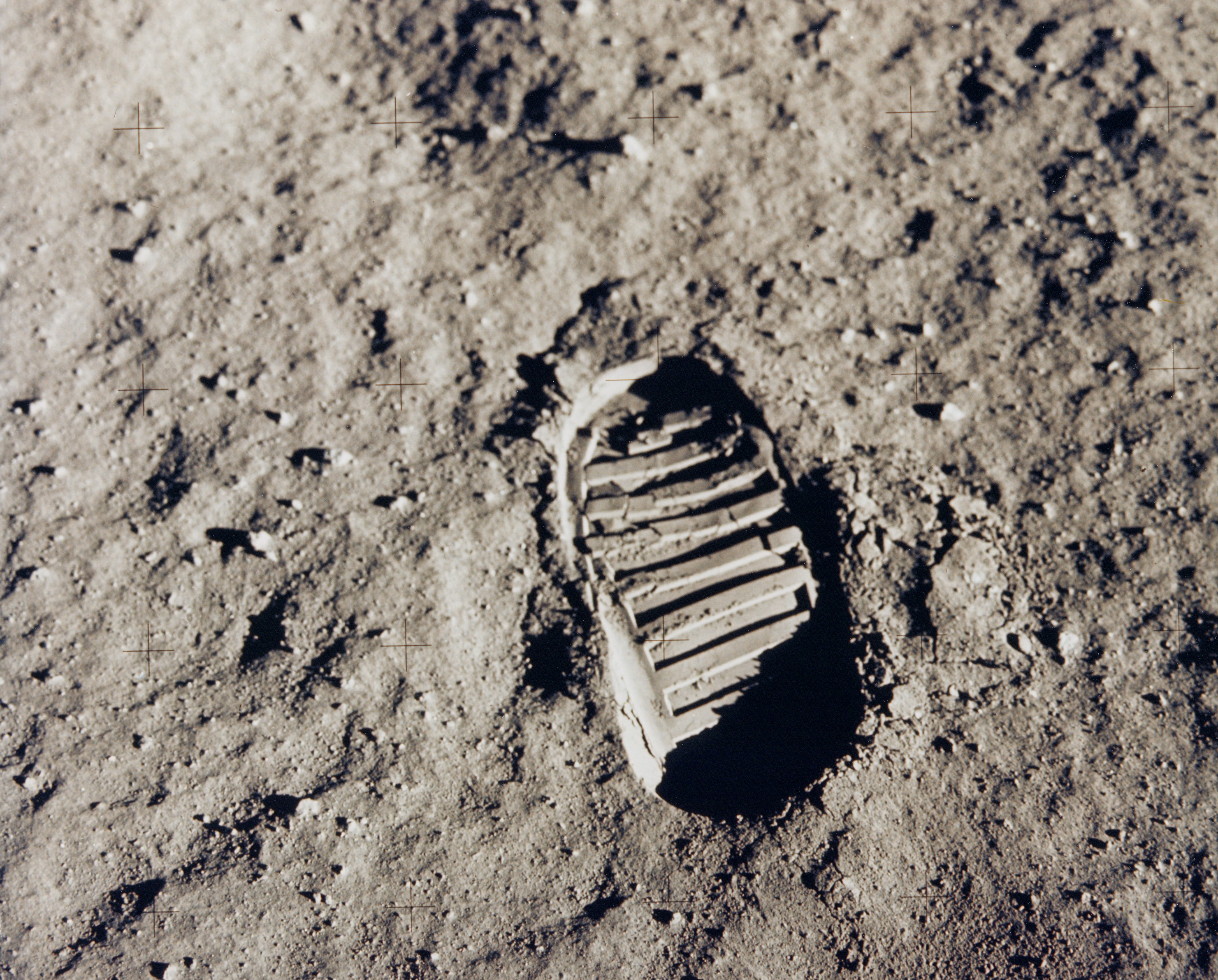
マーズスーツの履物は、おそらく地球外の表面と直接接触する。（月の足跡を示す）

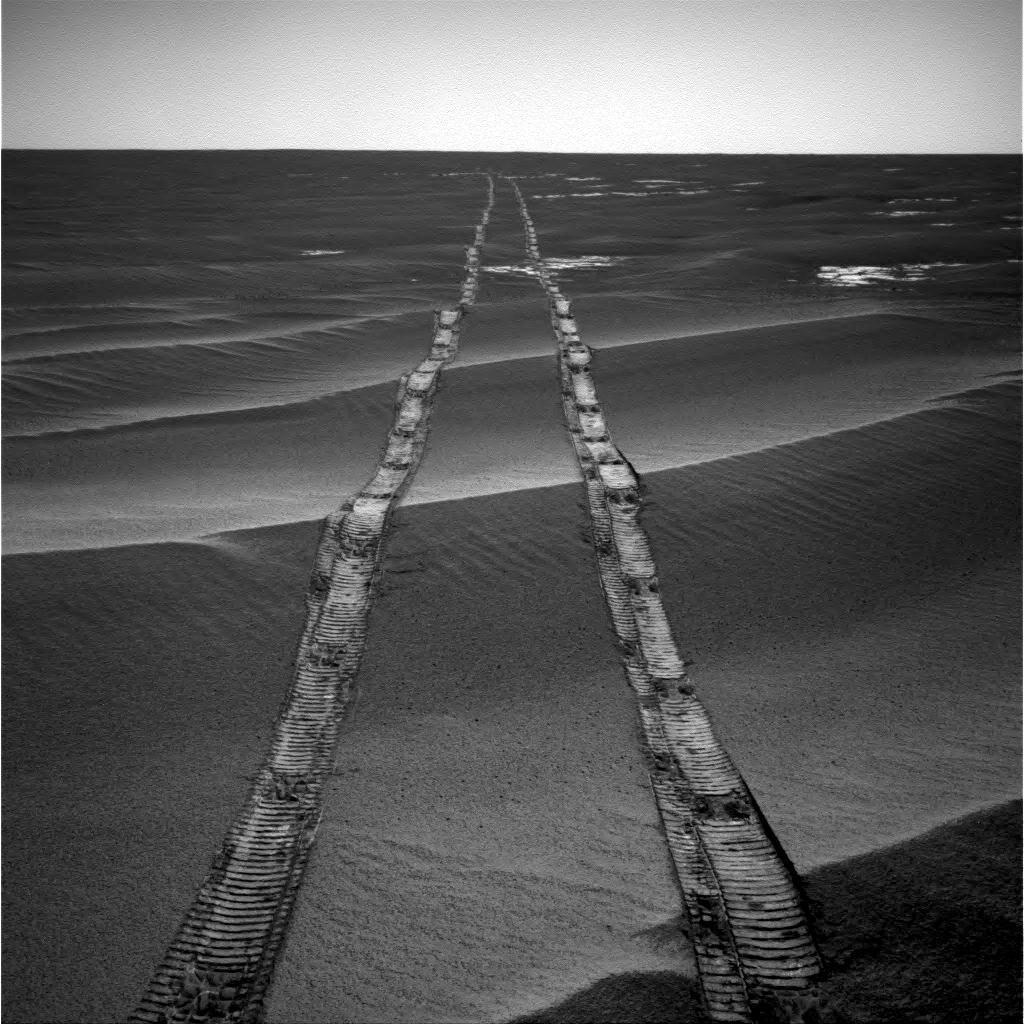
火星のローバートラック

2010年代の火星のスーツの1つのデザインであるNASAZ-2スーツには、乗組員がお互いを識別するためのエレクトロルミネセントパッチがある。Z-2で計画されている3種類のテストには、真空チャンバーでのテスト、NASAの中性浮力研究所（無重力状態を模倣するための大型プール）でのテスト、岩の多い砂漠地帯でのテストが含まれる。（参照： Zシリーズ宇宙服）
計画されているマーズ2020ローバーには、火星のスーツの開発、 SHERLOC実験に有用で期待される材料テストがあり、宇宙服の素材を使ったテストの目標が含まれる。このテストでは、これらのスーツの素材が火星の環境によってどのように影響を受けるかを測定する。テストには、オルソファブリック、テフロン、nGimatコーティングされたテフロン、ダクロン、ベクトラン、およびポリカーボネートの6つの材料が選択されている。このテストは、将来の火星の宇宙服に最適な材料を選択するのに貢献する。オルトファブリックは、ゴアテックス繊維、 ノーメックス 、およびケブラー-29の織り方で構成される高分子材料。
NASAは、火星に相当する紫外線（UV）に2500時間さらすことで、火星の宇宙服の可能性のある材料をテストし、材料がどのように影響を受けるかを調査した。マーズスーツの懸念事項の1つは、化学的に反応性のある火星のほこりや紫外線にさらされた場合、特にスーツが機能すると予想される時間と使用量にわたって、材料がどのように反応するかである。
火星の表面EVAスーツの設計に取り組んでいるある研究者は、中世の鎧スーツに部分的に触発された。マーズスーツのアイデアには、バイザーに投影されたヘッドアップディスプレイ、内蔵の通信機器、生命維持装置、音声認識アシスタントなどがある。
設計上の懸念の例： 
- 火星のほこりで満たされた高速風[14]。
- 宇宙線などの放射線[14]。
- 摂氏マイナス130度までの低温（華氏-202度、ケルビン143度）[14]。
- 紫外線光への暴露[15]。

火星ミッションの設計の側面の1つは、火星のスーツを宇宙でも機能させるか、火星表面のみに使用するかである。

### 設計

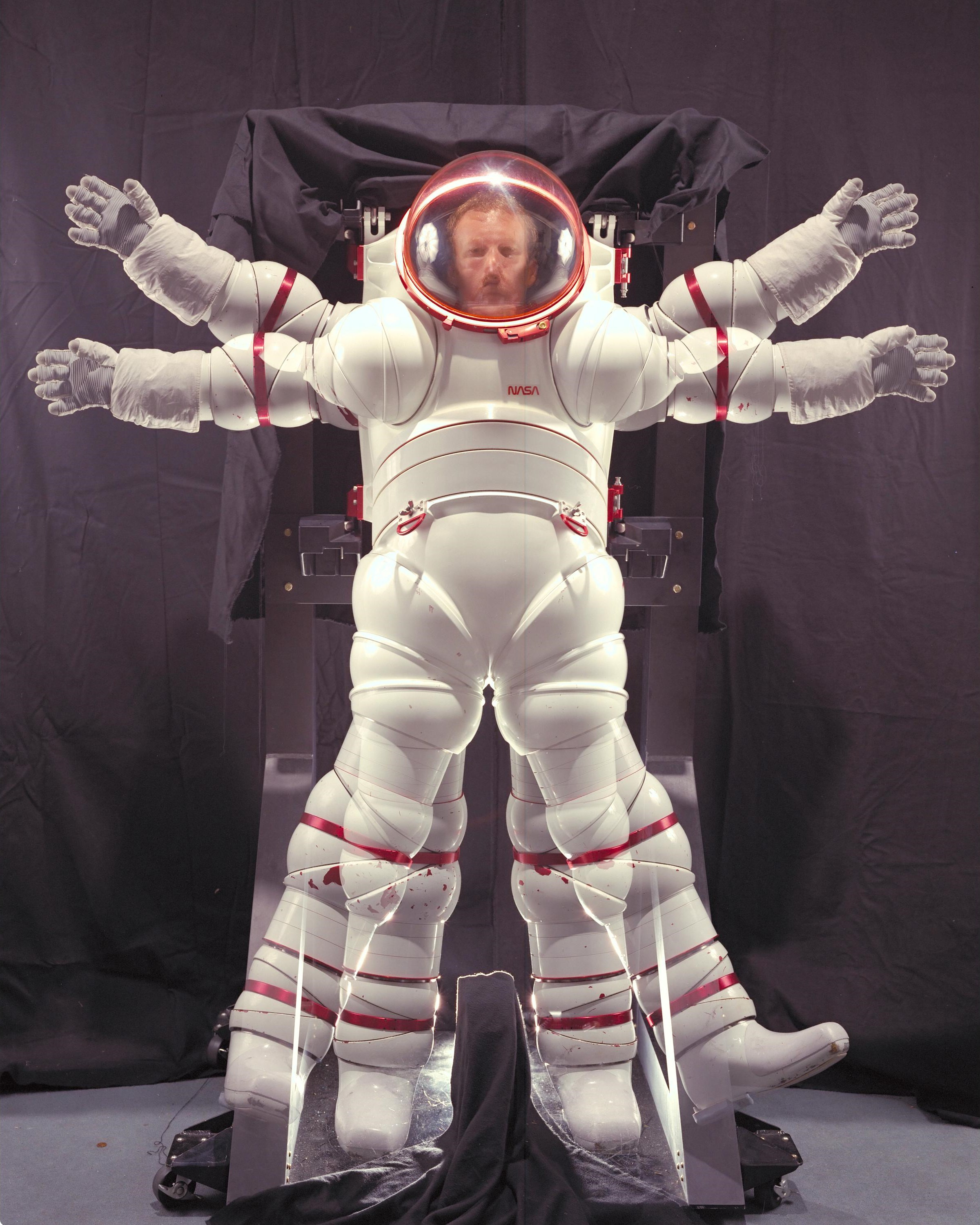
NASAAX-5ハードスペーススーツ

バイオスーツは圧迫式宇宙服で、体を包み込むような形状。このタイプのスーツでは、圧力は材料の構造と弾力性から発生するが、以前の宇宙着用のスーツでは、圧力は充填されたバルーンのような加圧ガスから発生する。ガス圧は、膨らんだ風船のように、柔軟なスーツを非常に硬くすることができる。
オーストリア宇宙フォーラムによるAoudoスーツは、惑星表面用の宇宙服シミュレーターである。スーツは周囲の空気で換気するが、宇宙服をシミュレートするのに役立つ多くの機能と、ヘルメット内にはヘッドアップディスプレイなどを備え、技術強化テストを行う。AX-5は、NASAエイムズで開発された一連のハードスーツの一部である。現在のスーツはソフトスーツまたはハイブリッドスーツのいずれかであり、低圧純酸素の空気を使用する。つまり、EVAを使用する人は、減圧症にならないように酸素を事前に呼吸する必要がある。ハードスーツは高圧空気を使用できるため、事前に呼吸する必要はないが、高圧ソフトスーツのように動きにくくなることはない。
シミュレートされた火星のスーツは、2010年代に米国ハワイでのHI-SEAS地球ベースの宇宙飛行アナログテストに使用された。
マーズスーツのデザインは、技術教育のテーマとして使用されている。

## ニーズ
2017年のNASA認可法は、2030年代初頭までに火星の近くまたは火星の表面に人間を連れて行くようにNASAに指示した。

## 火星のスーツポート
火星の宇宙服は、エアロックとスーツの出入りを別の車両と組み合わせたエアロック設計との統合が検討されており、一般にスーツポートとして知られている。これは、乗組員の加圧された火星探査機を火星の宇宙服EVAと統合する方法と見なされている。
スーツの外側が車の外にあり、火星の環境にさらされている間に、人がエアロックの開口部からスーツに滑り込むという考えである。次に、ハッチが閉じられ、車両の内部が密閉され、人間はスーツの生命維持システムによってサポートされる。NASAは、2010年代に、スーツポート設計の地球外表面EVA用のZ-1宇宙服をテストした。NASA Z-1の設計では、宇宙服の後部にハッチがあり、適切な車両または構造物とドッキングする。

## ギャラリー
火星EVAのビジョン

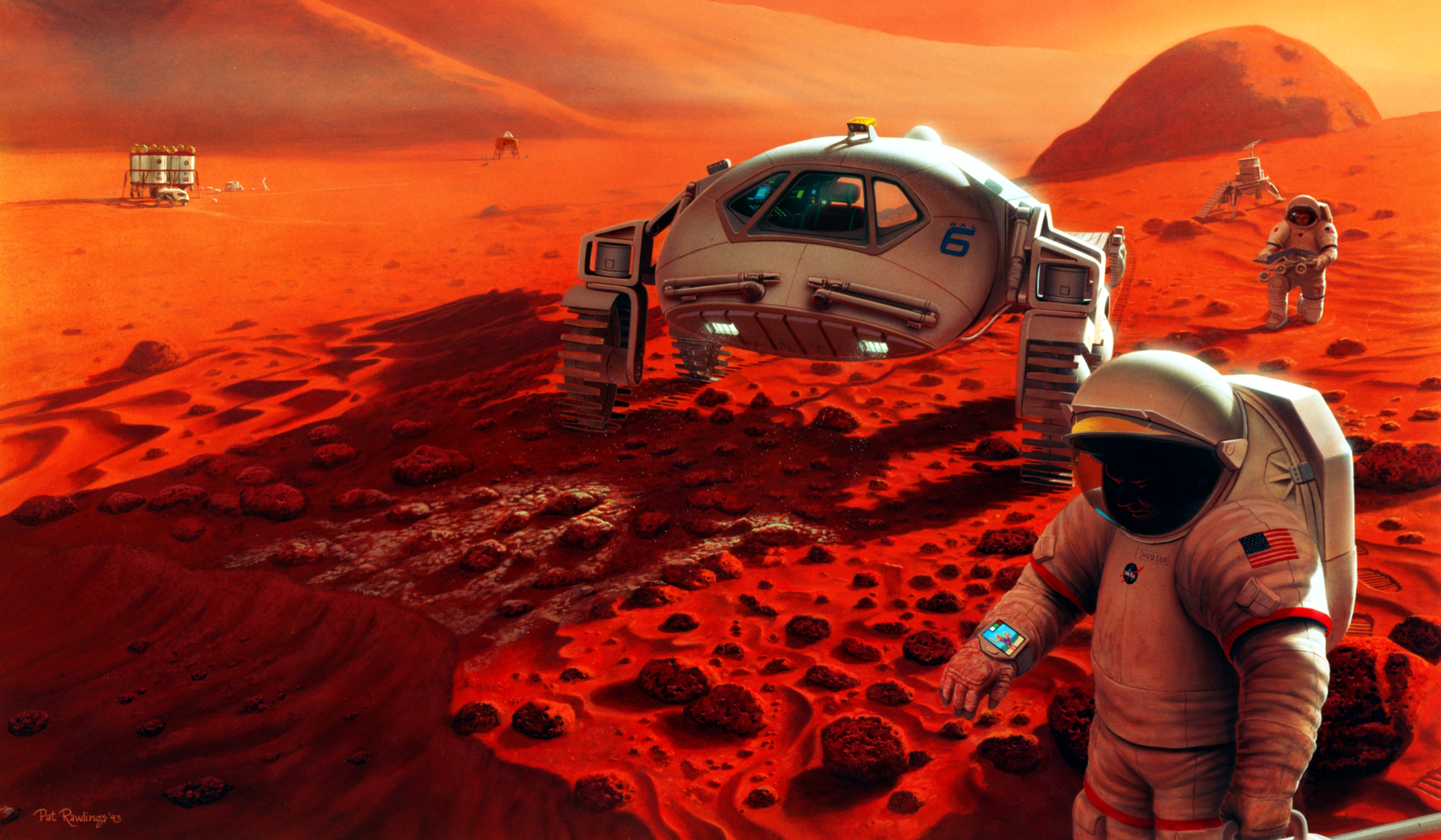
有人火星ミッションの設計には通常、火星のEVAスーツが含まれる。このビジョンでは、火星表面での乗組員ローバーやその他の機器操作と組み合わせたスーツを着た人々。宇宙飛行士に優位性を与えるためのミッション強化技術は、この場合のある種の手首に取り付けられたビデオディスプレイなどが探求される。
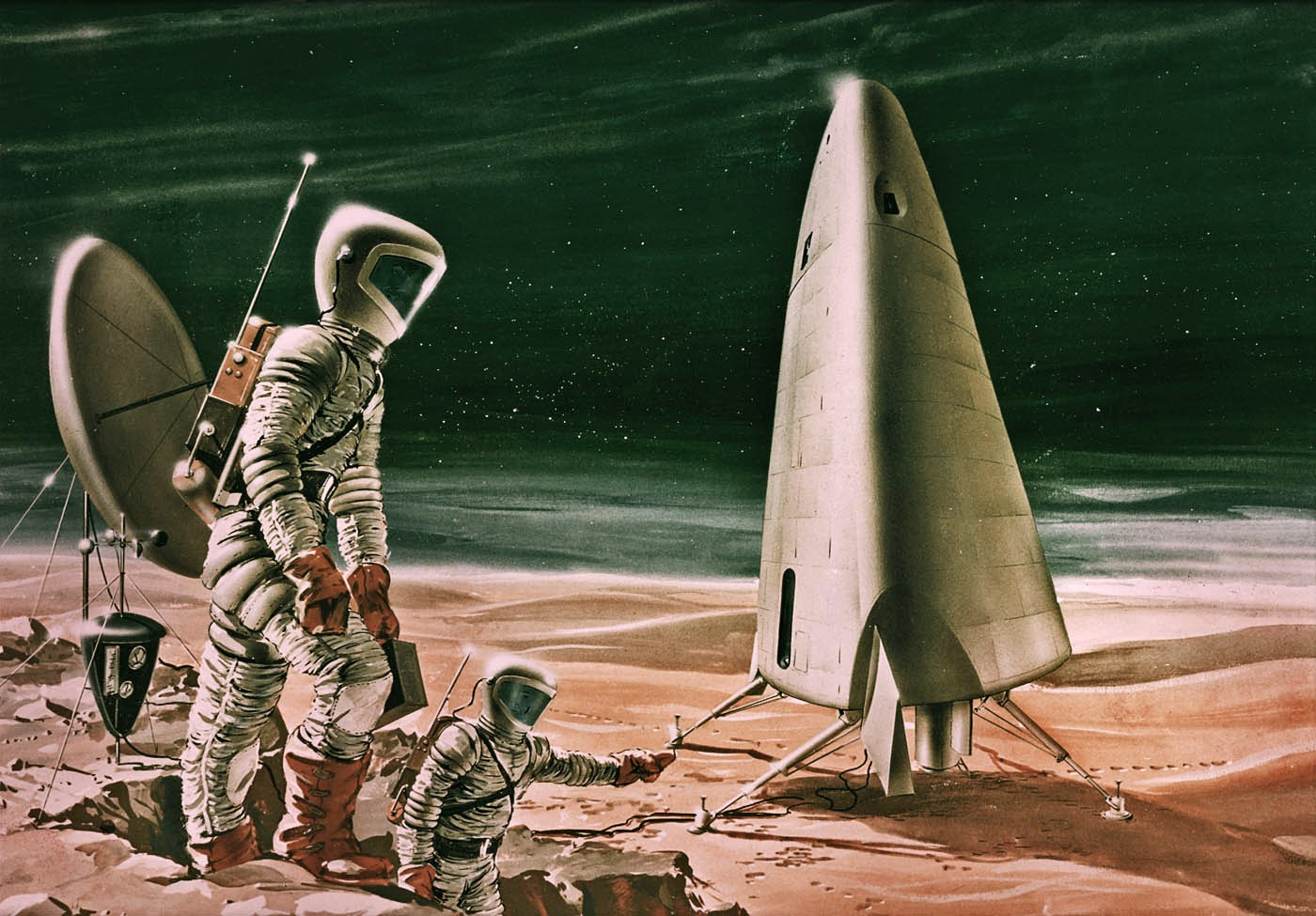
1960年代初頭頃、火星で表面EVAに乗る乗組員のアーティストの概念。背景には火星エクスカーションモジュール（MEM）がある。
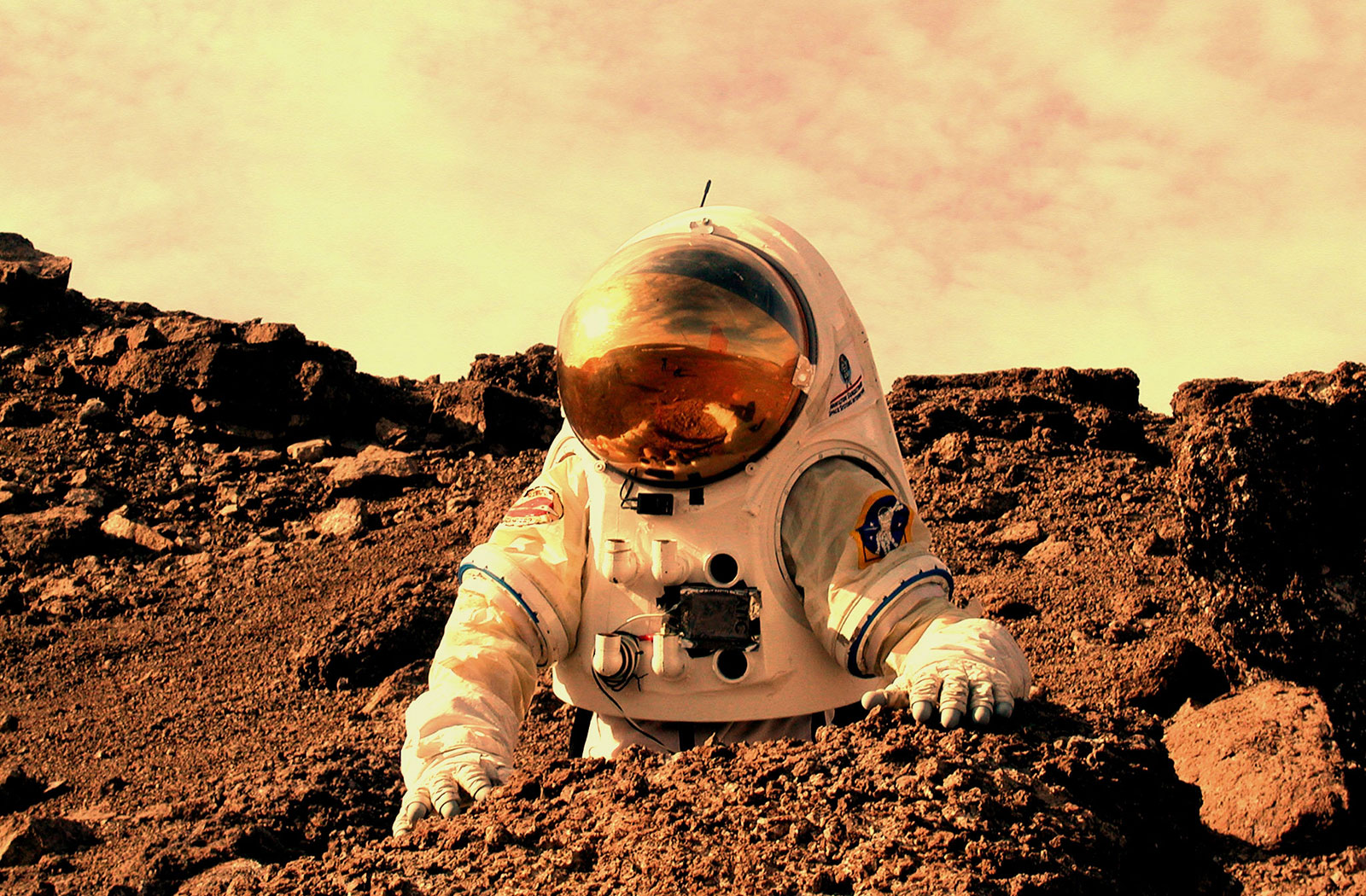
EVAでの火星宇宙服の段階的なフォトシミュレーションアート（NASA、2010年代）
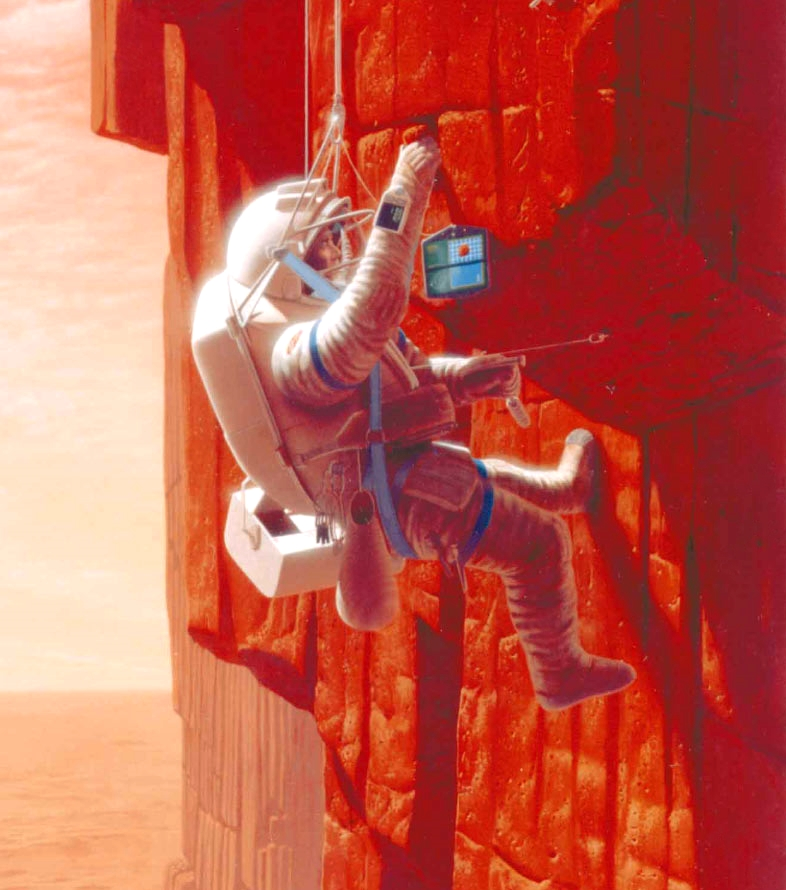
火星のロッククライミング。
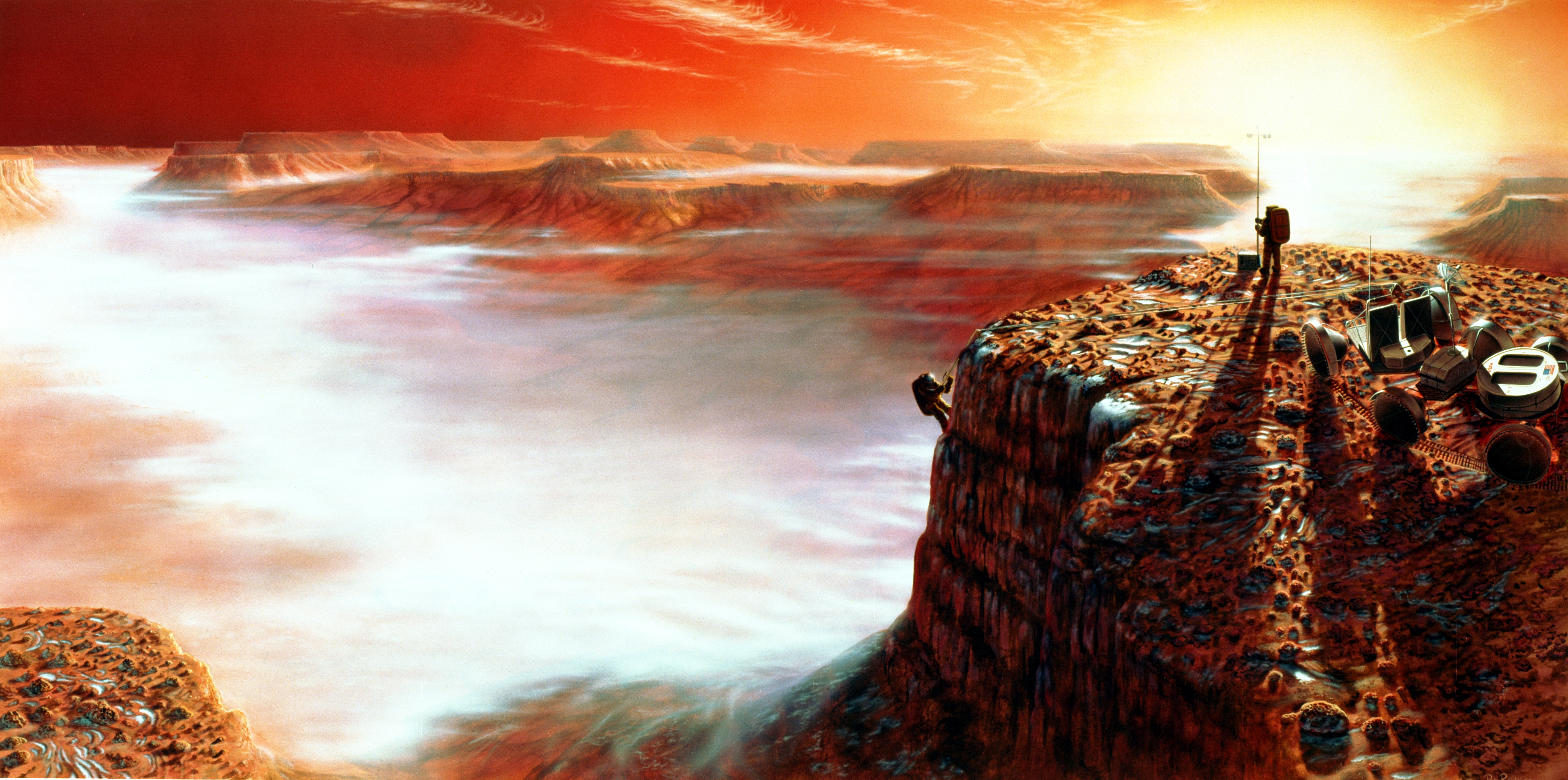
最初の人間の火星探検家が日の出でマリネリス峡谷を調査（1989年）
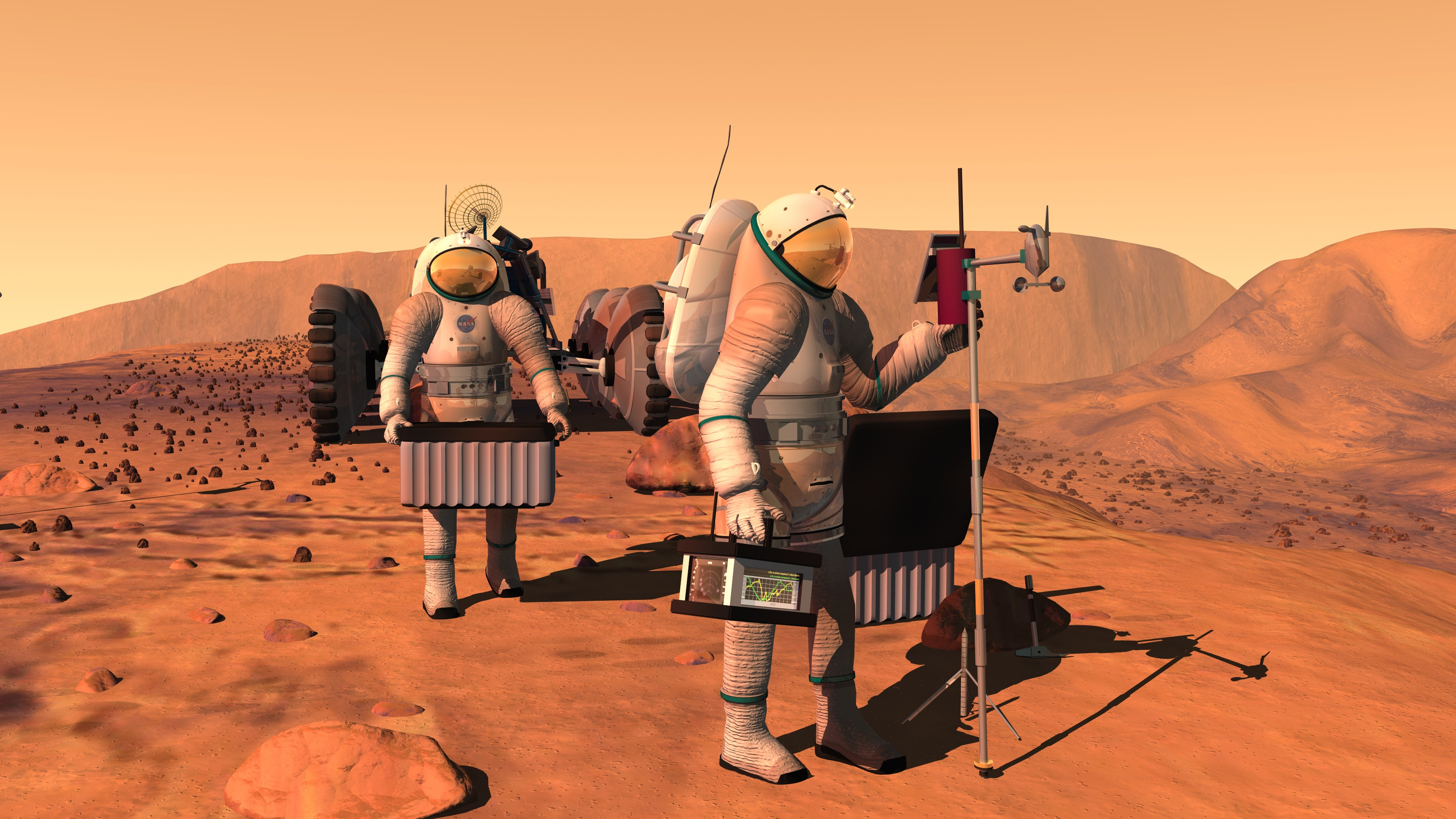
火星にスーツを着た2人のNASAによる気象機器のセットアップのコンセプトアート[26]。
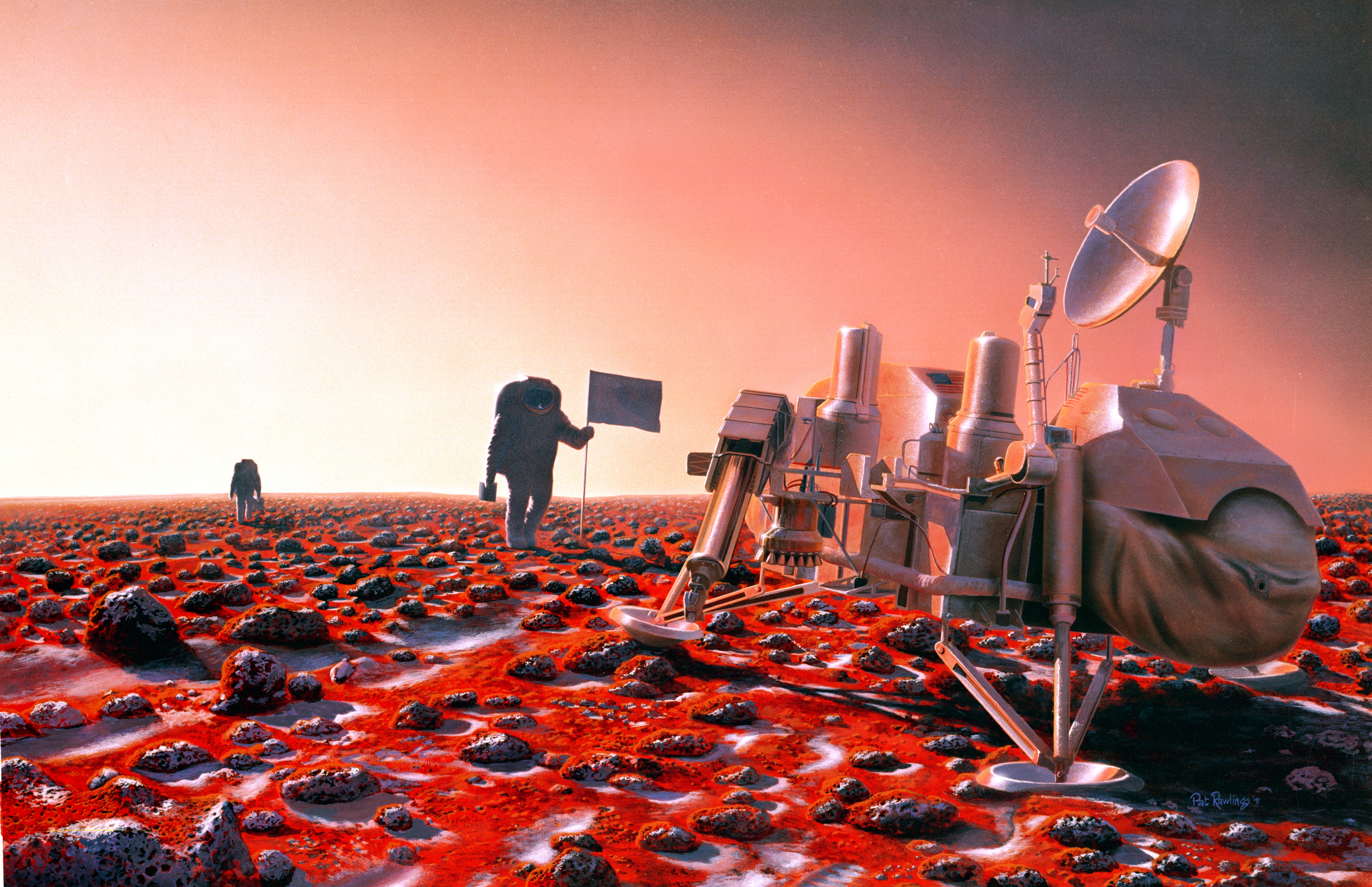
火星の宇宙服を着た宇宙飛行士がバイキング2号の火星着陸船に接近する様子。